# آرتور یگویان
آرتور یگویان (ارمنی: Արթուր Եգոյան؛ زادهٔ ۱۴ سپتامبر ۱۹۹۰ در آشوتسک) اسکی‌باز مرد رشته اهل ارمنستان است. وی در رشته اسکی صحرانوردی در بازی‌های المپیک زمستانی ۲۰۱۴ به رقابت پرداخت.

## دستاوردها

### بازی‌های المپیک
| موقعیت | تاریخ         | مکان        | رشته                  | زمان اجرا      | دور           | برنده                |
| ------ | ------------- | ----------- | --------------------- | -------------- | ------------- | -------------------- |
| ۶۲     | ۹ فوریه ۲۰۱۴  | روسیه، سوچی | ۳۰ کیلومتر تعقیبی     | ۱:۰۸:۱۵٬۴ ساعت | +۹:۲۹.۱ دقیقه | سوئیس، داریو کولونیا |
| DNS    | ۱۴ فوریه ۲۰۱۴ | روسیه، سوچی | ۱۵ کیلومتر آزاد مردان | ۳۸:۲۹۰۷ دقیقه  | تغییر نکرد    | سوئیس، داریو کولونیا |

### مسابقات قهرمانی جهان
| رتبه | تاریخ         | مکان               | رشته                  | زمان اجرا      | اختلاف زمان    | برنده                   |
| ---- | ------------- | ------------------ | --------------------- | -------------- | -------------- | ----------------------- |
| ۹۷   | ۲۱ فوریه ۲۰۱۳ | ایتالیا، دره فیه‌مه | سبک اسپرینت کلاسیک    | ۳:۳۰.۴ دقیقه   | —              | روسیه، نیکیتا کریوکوف   |
| ۷۱   | ۲۳ فوریه ۲۰۱۳ | ایتالیا، دره فیه‌مه | ۳۰ کیلومتر تعقیبی     | ۱:۱۳:۰۹.۳ ساعت | +۹:۱۳.۶ دقیقه  | سوئیس، داریو کولونیا    |
| ۹۲   | ۲۷ فوریه ۲۰۱۳ | ایتالیا، دره فیه‌مه | ۱۵ کیلومتر آزاد مردان | ۳۴:۳۷.۱ دقیقه  | +۱۰:۰۲.۸ دقیقه | نروژ، پتر نورتوگ        |
| ۷۸   | ۱۹ فوریه ۲۰۱۵ | سوئد، فالون        | سبک اسپرینت کلاسیک    | ۳:۰۲٬۳۵ دقیقه  | —              | نروژ، پتر نورتوگ        |
| ۵۵   | ۲۱ فوریه ۲۰۱۵ | سوئد، فالون        | ۳۰ کیلومتر تعقیبی     | ۱:۱۶:۲۶.۹ ساعت | +۱۲:۰۳.۹ دقیقه | روسیه، ماکسیم ویلگژانین |
| ۷۷   | ۲۵ فوریه ۲۰۱۵ | سوئد، فالون        | ۱۵ کیلومتر آزاد مردان | ۳۵:۰۱.۶ دقیقه  | +۶:۰۸.۴ دقیقه  | سوئد یوهان اولسون       |

## -
| رتبه | تاریخ         | مکان          | رشته         | زمان اجرا      | اختلاف زمان   | برنده             |
| ---- | ------------- | ------------- | ------------ | -------------- | ------------- | ----------------- |
| ۶۱   | ۲۳ فوریه ۲۰۱۲ | ترکیه، ارزروم | اسپرینت آزاد | —              | —             | روسیه، گلب رتیویخ |
| ۵۸   | ۲۳ فوریه ۲۰۱۲ | ترکیه، ارزروم | ۱۵ کیلومتر   | ۳۷: ۴۰.۱ دقیقه | +۹:۲۹.۵ دقیقه | روسیه، یوگنی بلوف |